# Antoine Colassin
Antoine Colassin (* 26. Februar 2001 in Charleroi) ist ein belgischer Fußballspieler, der aktuell beim Erstligisten RSC Anderlecht unter Vertrag steht und dort in der Zweitligamannschaft "RSCA Futures" eingesetzt wird. Der Stürmer ist seit September 2019 belgischer U19-Nationalspieler.

## Karriere

### Verein
Colassin stammt aus der Nachwuchsabteilung des RSC Anderlecht, wo er zur Saison 2019/20 seinen ersten professionellen Dreijahresvertrag unterzeichnete. Am 19. Januar 2020 (22. Spieltag) debütierte er bei der 1:2-Heimniederlage gegen den FC Brügge in der ersten Mannschaft des Erstligisten und erzielte in diesem Spiel den einzigen Treffer der Paars-wit. Zwei Wochen später traf er in seinem dritten Profieinsatz erneut, als er im Heimspiel gegen Royal Excel Mouscron das entscheidende Tor zum 1:0-Endstand erzielte. In dieser Spielzeit absolvierte er vier Ligaspiele, in denen er drei Tore erzielte.
Ende Juli 2020 wurde eine Verlängerung seines Vertrages bis zum Sommer 2025 vereinbart. Mitte Januar 2021 wurde er für den Rest der Saison an den Ligakonkurrenten SV Zulte Waregem ausgeliehen. Colassin bestritt für Waregem 10 von 13 möglichen Ligaspielen sowie ein Pokalspiel.
In der Saison 2021/22 gehörte er wieder zum Kader des RSC Anderlecht, wurde aber bei keinem Spiel eingesetzt. Ende August 2022 wurde er für den Rest der Saison 2022/23 an den niederländischen Erstligisten SC Heerenveen mit anschließender Kaufoption verliehen.

### Nationalmannschaft
Im April 2016 bestritt Colassin vier Länderspiele für die belgische U15-Nationalmannschaft. Von September 2016 bis Mai 2017 war er in 14 Spielen für die U16 im Einsatz, in denen er zwei Tore erzielen konnte. Anschließend spielte er bis März 2018 sieben Mal für die U17, für die er ebenfalls zwei Treffer markieren konnte. Im März und Mai 2019 bestritt er jeweils ein Länderspiel für die U18.
Seit September 2019 spielt Antoine Colassin für die U19.